# U-185
| U-185                                               | U-185                                                                      | U-185                                                                      |
| --------------------------------------------------- | -------------------------------------------------------------------------- | -------------------------------------------------------------------------- |
|                                                     |                                                                            |                                                                            |
|                                                     |                                                                            |                                                                            |
| U-185 тоне після влучань бомб американських літаків |                                                                            |                                                                            |
| Під прапором                                        | Третій рейх                                                                | Третій рейх                                                                |
| Спуск на воду                                       | 2 березня 1942 року                                                        | 2 березня 1942 року                                                        |
| Виведений зі складу флоту                           | 24 серпня 1943 року                                                        | 24 серпня 1943 року                                                        |
| Сучасний статус                                     | затоплений                                                                 | затоплений                                                                 |
| Проєкт                                              |                                                                            |                                                                            |
| Тип ПЧ                                              | Дизельний підводний човен                                                  | Дизельний підводний човен                                                  |
| Основні характеристики                              |                                                                            |                                                                            |
| Швидкість (надводна)                                | 19 вузлів                                                                  | 19 вузлів                                                                  |
| Швидкість (підводна)                                | 7,3 вузлів                                                                 | 7,3 вузлів                                                                 |
| Гранична глибина занурення                          | 230 м                                                                      | 230 м                                                                      |
| Екіпаж                                              | 48 особи                                                                   | 48 особи                                                                   |
| Розміри                                             |                                                                            |                                                                            |
| Довжина найбільша (по КВЛ)                          | 76,8 м                                                                     | 76,8 м                                                                     |
| Ширина корпусу найб.                                | 6,9 м                                                                      | 6,9 м                                                                      |
| Висота                                              | 9,6 м                                                                      | 9,6 м                                                                      |
| Середня осадка (по КВЛ)                             | 4,7 м                                                                      | 4,7 м                                                                      |
| Водотоннажність надводна                            | 1144 т                                                                     | 1144 т                                                                     |
| Озброєння                                           |                                                                            |                                                                            |
| Артилерія                                           | 1 × 88-мм палубна гармата SK C/32                                          | 1 × 88-мм палубна гармата SK C/32                                          |
| Торпедно- мінне озброєння                           | 4 носових і два кормових ТА. 22 торпеди або 44 міни TMA чи 66 TMB          | 4 носових і два кормових ТА. 22 торпеди або 44 міни TMA чи 66 TMB          |
| ППО                                                 | 1 × 37-мм зенітна гармата SKC/30 2 (1 × 2) × 20-мм зенітні гармати FlaK 30 | 1 × 37-мм зенітна гармата SKC/30 2 (1 × 2) × 20-мм зенітні гармати FlaK 30 |

U-185 — німецький підводний човен типу IXC/40, часів  Другої світової війни.
Замовлення на будівництво човна було віддане 15 серпня 1940 року. Човен був закладений на верфі «AG Weser» у Бремені 1 липня 1941 року під заводським номером 1025, спущений на воду 2 березня 1942 року, 13 червня 1942 року увійшов до складу 4-ї флотилії. За час служби також входив до складу 10-ї флотилії. Єдиним командиром човна був капітан-лейтенант Август Маус.
За час служби човен зробив 3 бойові походи, в яких потопив 9 (загальна водотоннажність 62 791 брт) та пошкодив 1 (водотоннажністю 6 840) судно.
Потоплений 24 серпня 1943 року у Північній Атлантиці західніше Канарських островів (27°00′ пн. ш. 37°06′ зх. д. / 27.000° пн. ш. 37.100° зх. д.) глибинними бомбами «Евенджера» та двох «Вайлдкетів» з ескортного авіаносця ВМС США «Кор». 29 членів екіпажу загинули, 22 врятовані.

## Потоплені та пошкоджені кораблі[3]
| Назва                  | Тип            | Належність      | Дата            | Тоннаж (БРТ) | Вантаж                                                                            | Статус     | Місце                                                       |
| Peter Maersk           | вантажне судно | Велика Британія | 7 грудня 1942   | 5 476        | 4 601 т державних запасів та 643 т генеральних вантажів                           | потоплено  | 39°47′ пн. ш. 41°00′ зх. д. / 39.783° пн. ш. 41.000° зх. д. |
| Virginia Sinclair      | танкер         | США             | 10 березня 1943 | 6 151        | 66 211 барелів авіаційного бензину                                                | потоплено  | 20°11′ пн. ш. 74°04′ зх. д. / 20.183° пн. ш. 74.067° зх. д. |
| James Sprunt           | вантажне судно | США             | 10 березня 1943 | 7 177        | 4000 т вибухових речовин                                                          | потоплено  | 19°49′ пн. ш. 74°38′ зх. д. / 19.817° пн. ш. 74.633° зх. д. |
| John Sevier            | вантажне судно | США             | 6 квітня 1943   | 7 176        | 9 060 т бокситів                                                                  | потоплено  | 20°49′ пн. ш. 74°00′ зх. д. / 20.817° пн. ш. 74.000° зх. д. |
| James Robertson        | вантажне судно | США             | 7 липня 1943    | 7 176        | Баласт та 1,5 т радіоприймачів                                                    | потоплено  | 04°05′ пд. ш. 35°58′ зх. д. / 4.083° пд. ш. 35.967° зх. д.  |
| William Boyce Thompson | танкер         | США             | 7 липня 1943    | 7 061        | Водяний баласт                                                                    | потоплено  | 04°05′ пд. ш. 35°58′ зх. д. / 4.083° пд. ш. 35.967° зх. д.  |
| S.B.Hunt               | танкер         | США             | 7 липня 1943    | 6 840        | 24 000 барелів водного баласту                                                    | пошкоджено | 03°51′ пд. ш. 36°22′ зх. д. / 3.850° пд. ш. 36.367° зх. д.  |
| Thomas Sinnickson      | вантажне судно | США             | 7 липня 1943    | 7 176        | 700 т марганцевої руди як баласт                                                  | потоплено  | 03°51′ пд. ш. 36°22′ зх. д. / 3.850° пд. ш. 36.367° зх. д.  |
| Bage                   | вантажне судно | Бразилія        | 1 серпня 1943   | 8 235        | 4 775 т генеральних вантажів, в тому числі гуми, волокна, кеш'ю, шкіри та бавовни | потоплено  | 11°29′ пд. ш. 36°58′ зх. д. / 11.483° пд. ш. 36.967° зх. д. |
| Fort Hallket           | вантажне судно | Велика Британія | 6 серпня 1943   | 7 133        | Баласт                                                                            | потоплено  | 09°30′ пд. ш. 26°50′ зх. д. / 9.500° пд. ш. 26.833° зх. д.  |